# Танзания
Танзания, официално Обединена република Танзания (на суахили: Jamhuri ya Muungano wa Tanzania), е държава в Източна Африка. Граничи с Кения и Уганда на север, Руанда, Бурунди и Демократична република Конго на запад и Замбия, Малави и Мозамбик на юг. На изток бреговете на Танзания се мият от водите на Индийския океан.
Името на държавата е образувано от първите срички от названията на съставилите я бивши държави Танганайка (с едноименното езеро на територията ѝ) и Занзибар (близоразположен архипелаг в Индийския океан). Двете са британски колонии до 1964 г., когато се обединяват под името Обединена република Танганайка и Занзибар. По-късно през същата година името е променено на Обединена република Танзания.
През 1996 г. държавната администрация се премества от Дар ес Салаам в Додома, която съответно става столица. Въпреки това Дар ес Салаам продължава да бъде градът с най-голямо търговско значение.

## География

### Разположение
Танзания разполага с уникално географско разположение, съчетаващо най-високата точка на Африка – връх Ухуру, с равнини, езера и дълга брегова линия на Индийския океан.
Площта на Танзания е 945 087 km2, което я нарежда на 31-во място в света (преди нея е Египет с приблизително 1 000 000 km², а след нея – Нигерия с площ 923 768 km2). Общата дължина на държавните граници е 3402 km. На североизток Танзания граничи с Кения (769 km), на северозапад с Уганда (396 km) Руанда (217 km) и Бурунди (451 km), на запад с ДР Конго (473 km), на югозапад със Замбия (338 km) и Малави (475 km) и на югоизток с Мозамбик (796 km). Бреговата линия възлиза на 1424 km.

### Релеф и води
В североизточната част на страната релефът е планински. Там се намира Килиманджаро, най-високата планина на африканския континент с върха Кибо (Ухуру). На север и запад граничи съответно с две от т.нар. велики езера – езерото Виктория, най-голямото в Африка, и езерото Танганика, най-дълбокото в Африка и известно с уникалната си ихтиофауна. В централната част на страната е разположено голямо плато, покрито с равнини и обработваема земя. Климатът по източните брегове е горещ и влажен, а остров Занзибар в Индийския океан е отдалечен на 35 km от континенталната част на Танзания.
Танзания притежава много красива и разнообразна природа. Освен саваните, които са разположени в южната и западната част на страната, в северната и североизточната са планинските райони с влажни вечнозелени гори.
В северозападната част на страната е прекрасното езеро Виктория, а още и езерата Танганика, Малави, Руква, Натрон, Еяси, Маняра и Бабати.
Главни реки в страната са Руфиджи и Пангани, които се вливат в Индийския океан.

### Климат
Климатът е тропичен, като планинските райони са с по-ниски температури от останалата част на страната – между 10 и 20 градуса съответно в хладния и горещия период. В равнините и по крайбрежието температурите рядко падат под 20 градуса, а най-горещите месеци са между ноември и февруари. Майските и априлските дъждове са проливни и дълги, докато октомврийските и декемврийските са кратки.

### Флора и фауна
Тук се намират едни от най-известните национални паркове и резервати в Африка – Нгурдото, Килиманджаро, Серенгети, Маняра, Нгоронгоро, Рунгва.
Известни природни обекти на Танзания са:
- Серенгети – най-известният резерват в света.
- Килиманджаро – най-високата планина в Африка.
- Нгоронгоро – най-големият вулканичен кратер в света.
- Виктория – най-голямото езеро в Африка.
- Занзибар – един от най-богатите острови в Африка.

## История

### Ранна история
Танзания е сред най-отдавна населените части на света – на територията на страната са открити останки от хора и по-ранни човекоподобни на възраст над 2 милиона години.
Преди около 2 хиляди години вътрешността на страната е засегната от разселването на банту. Преди него тя е населена с преднеолитно население с предполагаем кушитски или койсански произход. То е изтласкано или асимилирано от няколко вълни на етнически групи, говорещи езици от групата банту, които познават земеделието и обработват желязо. По-късно в страната се заселват и скотовъдци с нилотски произход, като този процес продължава дори през 18. век.

### Крайбрежни търговски колонии
Пътешественици и търговци от района на Персийския залив и западна Индия започват да посещават източноафриканското крайбрежие през 1 хилядолетие. Крайбрежието на днешна Танзания, включително островите на Занзибар, стават част от областта Суахилски бряг, в която още през 8 – 9 век започва да прониква ислямът.
В края на 17. век Занзибар става владение на султаните на Оман.
През този период в някои части във вътрешността на страната съществува развито земеделие, за което свидетелстват откритите в Енгарука напоителни съоръжения.

### 19. век и европейска колонизация
През 19. век Занзибар се превръща в един от световните центрове на търговията с роби. Влиятелни търговци създават цели мрежи за снабдяване с роби, които установяват контрол над обширни области във вътрешността на континента – Мирамбо в северната част на днешна Танзания, Типу Тип на запад от него, Мсири в Катанга. По това време между 65% и 90% от населението на Занзибар са роби. Според някои оценки за целия 19. век от Суахилския бряг са изнесени 718 хиляди роби, а други 769 хиляди остават да живеят като роби там. Занзибар придобива такова икономическо значение, че през 1840 година султанът на Оман Саид ибн Султан премества там своята столица. След неговата смърт през 1856 година владенията му са разделени между синовете му и е образуван самостоятелен Занзибарски султанат.
В края на 19. век Германия завладява континенталната част на днешна Танзания, включително крайбрежните владения на Занзибарския султанат, които стават основа на създадената през 1885 година колония Германска Източна Африка. През 1890 година самият султанат става протекторат на Британската империя.
По време на Първата световна война британците нападат Германска Източна Африка, но германският командващ Паул фон Летов-Форбек организира успешна партизанска съпротива, продължила до края на войната в Европа. След войната Германска Източна Африка е разделена на три части – Триъгълникът „Кионга“ на югоизток е присъединен към Португалска Източна Африка, на северозапад е създадена територията Руанда-Урунди, а в основната част от колонията, съвпадаща с континенталната част на днешна Танзания – територията Танганика. Тези 2 територии са поставени под контрола на Общество на народите, което дава мандат за управлението им съответно на Белгия и Великобритания.
Британското управление в Танганика приключва през 1961 година след мирен, в сравнение със съседна Кения, преход към независимост. През 1954 година Джулиъс Ниерере, бивш учител и интелектуалец, създава политическата организация Танганайски африкански национален съюз (ТАНС), която си поставя за основна цел постигането на суверенитет за Танганика. През следващите години ТАНС набира голям брой членове и се превръща в най-влиятелната политическа сила в страната. През 1960 година Ниерере е назначен от британската администрация за министър и организира процеса по получаване на независимост, приключил през 1961 година.
Малко по-късно, през 1963 година, независимост получава и Занзибарският султанат, където през 1964 година Занзибарската революция сваля султана от власт. На 26 април 1964 година архипелагът се съединява с Танганайка и образува държавата Танзания, запазвайки известна автономия в рамките на новата държава. Съюзът на двете дотогава отделни области предизвиква полемика сред много занзибарци (дори сред тези, които симпатизират на революцията), но е подкрепен от правителството на Ниерере и от Революционното правителство на Занзибар, които споделят общи политически възгледи.

### Независимост
Скоро след независимостта Ниерере е избран за пръв министър-председател на Танганика. През 1967 година той отчетливо се насочва към лявата политика, особено след декларацията от Аруша, която се ангажира със социализъм от панафрикански тип и се застъпва за социална солидарност, колективна жертвоготовност и семейственост (уджамаа) (семейственост). След обявяването на декларацията банките и определени индустрии са национализирани.
В началото на 1970-те години Танзания се ориентира политически към Китай, привличайки китайски инвестиции в големи проекти, като железопътната линия Тазара, свързваща Дар ес-Салаам със Замбия. В края на 70-те икономическото положение се влошава, след като цените на основни износни стоки спадат, цената на нефта рязко нараства, а насилствената колективизация разстройва селскостопанското производство.
През 80-те години икономическите трудности започват да засягат и социалните ангажименти на държавата. В средата на 80-те години правителството е принудено да търси финансиране от Международния валутен фонд, приемайки извършването на структурни реформи в страната – ограничаване на публичния сектор и дерегулиране на пазарите, особено във финансовия и селскостопанския сектор. През следващите години брутният вътрешен продукт на Танзания започва бавно да нараства, а бедността да намалява.

## Население
През 2010 г. населението на Танзания възлиза на 42 747 000 души с годишен прираст от около 2 %. Разпределението на населението е изключително неравномерно – в сухите части на страната гъстотата е около 1 човек на квадратен километър, в по-влажните райони е до 54 души на квадратен километър, а на Занзибар – 134 души на квадратен километър. Около 80% от населението е селско. Дар ес Салаам е най-големият град и икономическият център на страната, докато Додома е новата официална столица и в нея се намират правителствените институции.
Големи градове:
- Дар-ес-Салаам – 2 489 800 жители;
- Муанза – 477 хил. жители (2002 г.);
- Танга – 180 хил. жители (2002 г.);
- Занзибар – 206 хил. жители;

### Етнически групи
Над 120 различни етнически групи пребивават в Танзания, от които над 1 милион представители има от сукума, ниямвези, чага, ньокюса, хая, хехе, бена, гого и маконде. Други многобройни етноси са паре, зигуа, шамбала и нгони. По-голямата част от танзанийците принадлежат към сукума и ниямвези, които са банту-народи. Масаите и луо са нилотски народ, а сандаве и хадза говорят характерни по-скоро за региона на Калахари койсански езици. Значителен брой араби, пакистанци и индийци също живеят в Танзания, заедно с по-малък брой европейци и китайци. Броят на азиатците около 54 000 души, на арабите – към 70 000, а европейците са близо 10 000. Арабите биват по-голям брой преди Занзибарската революция от 1964 година, но вследствие на потушаването ѝ много от тях са избити или прогонени. Разбивката на народите в Танзания е, както следва:
- нигер-конго – 94 % основно банту – повече от 100 племена.
- масаи – 1 %
- луо – 0,9 %
- ираку – 0,8 %
- индо-пакистанци – 0,6 %
- араби – 0,6 %
- европейци – 1,1 %

### Религия
Населението на Танзания се състои, по груби оценки, от 62% християни, 35% мюсюлмани и 3% последователи на местни религии. От 1967 г. в националното преброяване не се задава въпрос за религиозна принадлежност, тъй като това се счита за чувствителна тема. Танзанийците се гордеят с верското разнообразие в страната си и като начин да се избягват конфликти, често пъти християнските и мюсюлманските групи са определяни с приблизително равномерно разпространение. Всички данни по този въпрос са в най-добрия случай догадки и не може да се каже със сигурност дали християните или мюсюлманите са повече. Знае се обаче, че делът на традиционните вероизповедания значително е намалял.
Християните са най-вече католици, с по-малки групи изповядващи православие, протестантство и петдесятничество. Сред протестантите има голям брой лютерани, дължащ се на немското колониално управление, както и известен брой англикани от Танганайка.
На Занзибар 97 % от жителите са мюсюлмани. В континентална Танзания мюсюлманите са съсредоточени в крайбрежните райони и по старите търговски пътища. Повечето от тях са сунити. Съществуват и други религиозни групи, например будисти, индуисти и бахайци.

### Езици
Официални езици в Танзания са английски и суахили. Суахили обикновено се използва като език за междуетническо общуване, което е особено актуално за държава с толкова богато етнично и лингвистично разнообразие. Въпреки това английски и суахили са като втори и трети език, предвид това, че родният език на огромна част на танзанийците е езикът на тяхната етническа група.
Според езиковата политика на Танзания суахили трябва да се използва в социалната и политическата сфери, както и в началното образование. Английският е езикът на средното и висшето образование, технологиите и върховния съд на страната. В последните години се наблюдава тенденция на намаляване ролята на английския за сметка на суахили.
В Танзания се говорят 128 езика, повечето от групата на езиците банту. След независимостта правителството на страната осъзнава, че това може да се превърне в проблем, и въвежда изучаването на суахили в училищата. Суахили и английски са официалните езици на Танзания, като последният има статут на национален език. Разпространението на малобройните племенни езици не се потиска, но много от тях изчезват.

### Държавно устройство
Танзания е президентска република, като Занзибар се ползва със значителна автономия и има собствен президент и парламент. Президентът се избира за срок от 5 години и има широки правомощия. Той назначава министър-председателя и правителството измежду членовете на парламента.
Народното събрание, парламентът на Танзания, също има петгодишен мандат. Избраният през 2010 година парламент има 350 члена, 8 от които са назначени от президента, а главният прокурор участва по право. 30% от местата на избраните депутати са резервирани за жени.
Правната система на Танзания съчетава елементи на обичайното племенно, ислямското и английското общо право. Съдебната система е петинстанционна. Съдиите в двете най-горни инстанции се назначават от президента, а останалите – от назначения от него главен съдия.
От независимостта на страната до наши дни в Танзания управлява Революционната партия. До 1992 година режимът в страната официално е еднопартиен. След това опозиционните партии са разрешени, но политическото им влияние остава ограничено. Последните президентски и парламентарни избори са проведени през 2010 година, когато за президент е преизбран Джакая Киквете, а Революционната партия получава 259 от 350-те места в парламента.

### Административно деление
Танзания е разделена административно на 26 региона: Аруша, Дар ес Салаам, Додома, Иринга, Кагера, Кигома, Килиманджаро, Линди, Маняра, Мара, Мбея, Морогоро, Мтвара, Муанза, Пемба-север, Пемба-юг, Пвани, Руква, Рувума, Шинянга, Сингида, Табора, Танга, Централен/Южен Занзибар, Северен Занзибар и Западен Занзибар.

## Икономика

### Основни показатели
Танзания е икономически слабо развита аграрна страна. Възползвайки се от помощта на Световната банка и Международния валутен фонд, правителството работи за развитие на страната в икономическо отношение, залагайки предимно на селско стопанство и туризъм.

### Структура
Икономиката на страната е разпределена по отрасли така:
- селско стопанство: 43,2%
- индустрия: 17,2%
- услуги: 39,6%

В селското стопанство са заети 80% от активното население на страната, които произвеждат карамфил (един от най-големите износители в света), памук, кафе, чай, тютюн, сизал, маниока, царевица, банани, плодове, зеленчуци. Животновъдството е по-слабо развито, отглежда се предимно едър рогат добитък. Има и слабо развита риболовна промишленост.
Сравнително добре развит е рудодобивът – добиват се въглища, магнезий, графит, диаманти и злато. Има индустриални предприятия за производство и преработка на селскостопанска продукция, нефтена рафинерия, заводи за цимент, няколко завода за производство на обувки и дървообработка.
В последните години изключително бързо се развива туризмът. Благодарение на природните красоти, с които разполага страната, националните паркове и резервати, Индийския океан, кратера Нгоронгоро, планината Килиманджаро, езерата Танганайка и Виктория, страната отчита около 400 млн. щ.д. приходи от туризъм, които се увеличават ежегодно. Има много добре изградена инфраструктура в туризма.

## Инфраструктура

### Образование
Нивото на грамотност в Танзания е около 73%. Задължително е седемгодишното образование, но много ученици престават да посещават училище по-рано, а една част изобщо не ходят. По данни от 2000 г. само около 57% от децата на възраст от 5 до 14 години посещават училище.

### Здравеопазване
Смъртността сред децата до 5 г. е 76 на 1000. Средната продължителност на живота е около 51 години (50.06 при мъжете и 52.88 при жените) Около 5,7% от възрастното население на страната са носители на вируса на ХИВ. Най-разпространената причина за смъртност при децата е маларията, сред възрастните тази причина е ХИВ/СПИН. Според данни от 2006 г. 55% от населението имат достъп до съвременни източници на питейна вода, а 33% имат достъп до съвременни санитарни условия.

## Култура

### Кухня
Едно от основните ястия е угали, твърда царевична каша, която се оформя с ръце на топка,
Готвят се също зеленчукови яхнии и различни видове задушено месо,